# Kasteel Bellevue
Het Kasteel Bellevue is een landhuis te Gors-Opleeuw, aan de rand van het Bellevuebos, gelegen aan Bellevuestraat 70. Het kasteeltje ligt op een hoger punt met weids uitzicht op de velden richting Guigoven.
Het kasteel Bellevue werd waarschijnlijk als jachtpaviljoen gebouwd in 1764 door baron Isidore de Copis, jongere broer van Dieudonné de Copis, heer van Gorsleeuw, bewoner van het Kasteel van Gors. Na een lange leegstand en verval werd het in 1884 verbouwd en opnieuw bewoond en bleef het in die 19de-eeuwse toestand bewaard.  
Het is een voornaam herenhuis onder tentdak. Het witgeschilderde gebouw is opgetrokken in baksteen, met mergelstenen hoekbanden. De binnenindeling bleef ongewijzigd, hoewel van het interieur slechts een schouw met rococostucwerk rest. Het huis is gelegen in een ommuurde tuin. Aan de achterkant is een steen met jaartal 1764 ingemetseld.
Vlak bij het kasteel werd in de jaren 1960 een Romeins grafveld met twaalf urnen uit de tweede eeuw opgegraven.
Het Kasteel Bellevue met tuin en ommuring is sinds 1 maart 2004 beschermd als monument.

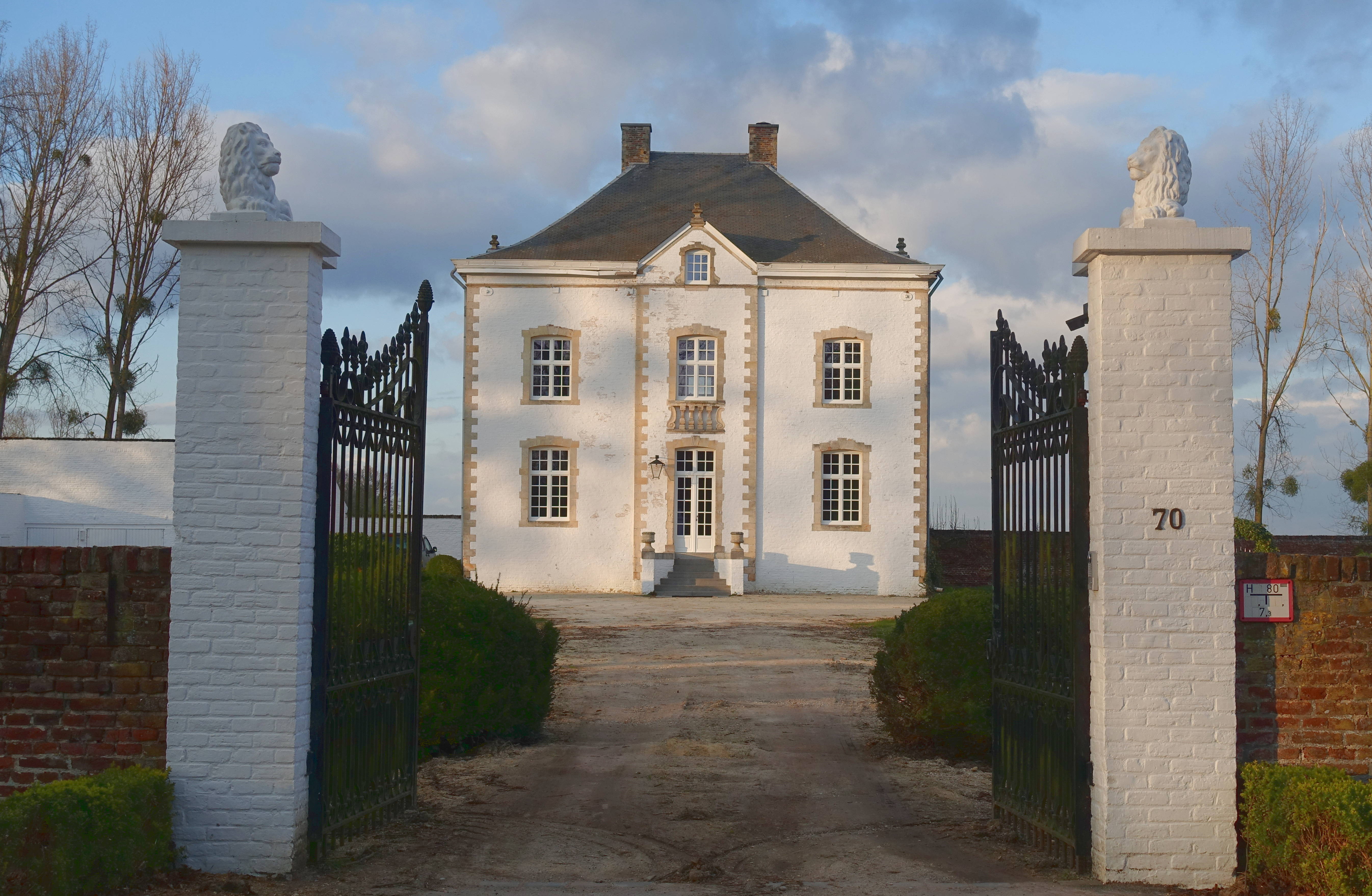
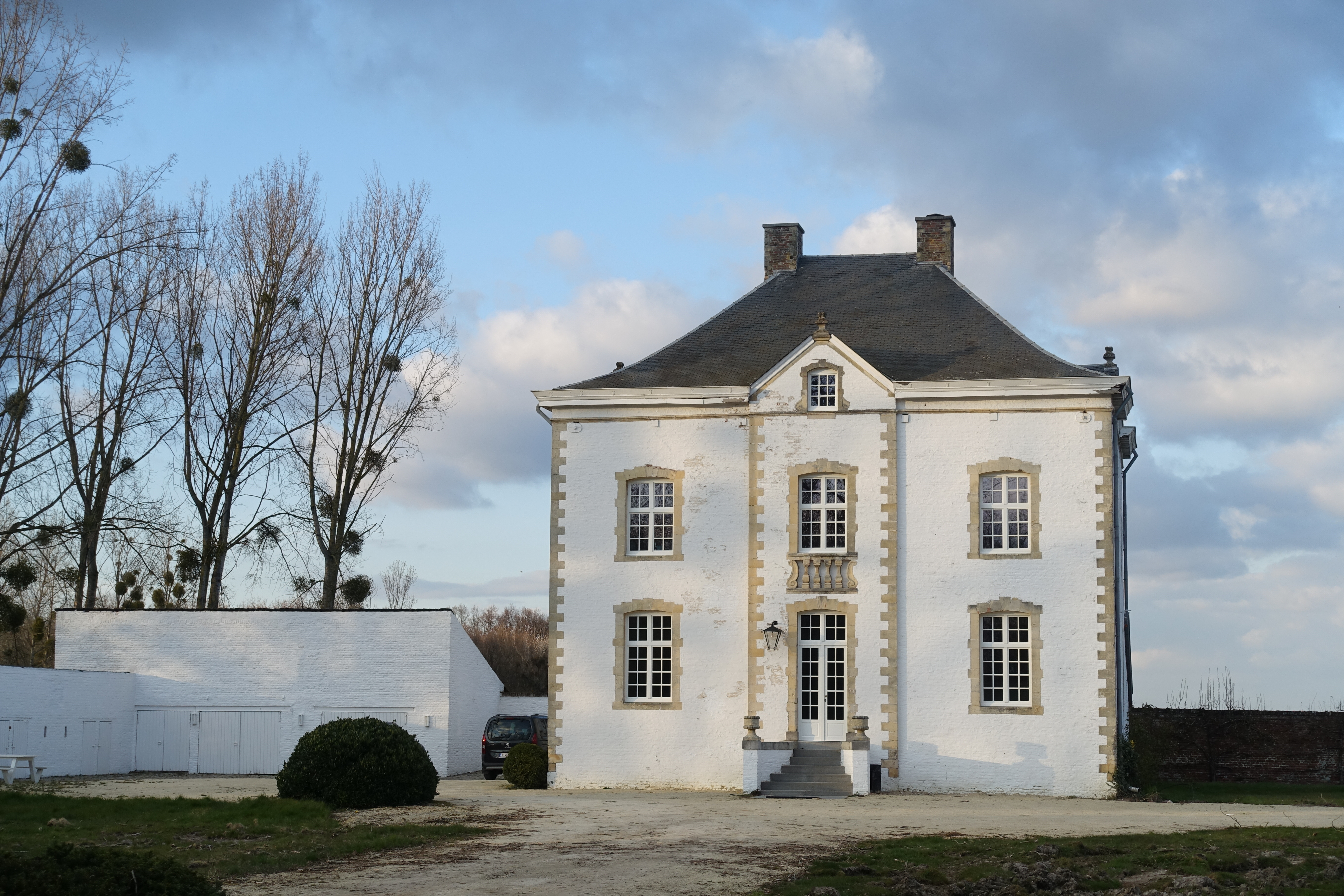